# Разделно зареждане
Разделното зареждане (познато още като картузно зареждане) се използва при артилерийските оръдия, при които барутът (метателният заряд) е в заряден картуз, който се поставя директно в затвора на оръдието, т.е. няма гилза. Пример за оръдие с разделно (картузно) зареждане е 406 mm морско оръдие Б-37.